# Sektion Recht der Schweizerischen Bundeskanzlei
Die Sektion Recht ist eine Sektion der schweizerischen Bundeskanzlei.
Sie ist verantwortlich, dass die Gesetzestechnischen Richtlinien eingehalten werden (Sprache, Formulierung, Stil etc.).
Sie überarbeitet Entwürfe im Gesetzgebungsverfahren und unterbreitet diese dem Bundesrat.
Ausserdem ist sie verantwortlich für:
- die Amtliche Sammlung des Bundesrechts,
- die Systematische Rechtssammlung des Bundesrechts,
- das Bundesblatt und
- das Kompetenzzentrum: Amtliche Veröffentlichungen (Seite nicht mehr abrufbar. Suche in Webarchiven).